# 茫崖湖
茫崖湖，也作茫崖盐湖、芒崖盐湖，是一个位于中国青海省茫崖市中部的、柴达木盆地西北部老茫崖东南的一座盐湖，“芒崖”为蒙古语音译，意为“额头”，原指湖以东地区风蚀土丘前端浑圆突出状似额头而得名。茫崖湖由沼泽、盐滩和两个时令湖组成，总面积约128平方千米。其中沼泽面积约92平方千米，盐滩面积33.6平方千米，时令湖面积分别为1.5和1.3平方千米，相应水深约0.15米，湖面海拔2866米。茫崖湖周边交通便利，315国道经过湖区北部，西和高速公路（G0612）、格（尔木）茫（崖）公路（303省道）和格库铁路经过湖区西南部。